# Шостак, Андрей Андреевич
Андрей Андреевич Шостак (8 (20) декабря 1815 — 16 августа 1876) — русский генерал-лейтенант, участник Крымской войны.

## Происхождение
Шостаки происходили из древнего польского рода, выехавшего в Россию. Прадед Андрея Андреевича Шостака,  Афанасий Шостак начал военную службу в 1716 году значковым товарищем и дослужился до обозного полкового. Его дед Илья Афанасьевич также дослужился до этого звания в 1779 году. За верную службу Афанасию Шостаку были пожалованы земли первым министром и кавалером Александром Меньшиковым. Родные его отца Андрея Шостака со стороны матери Марии также были известными на Украине людьми. Ее отцу, полтавскому полковому есаулу Василию Сухому, за службу были пожалованы земли в Черниговской губернии гетманом Иваном Скоропадским. 

## Биография
Родился в Симферополе, крещен 9 декабря 1815 года в Петропавловском соборе при восприемстве генерала С. С. Жигулина. Сын действительного статского советника, дворянина Таврической губернии, вице-губернатора А. И. Шостака и Елизаветы Яковлевны Шостак, в девичестве Рудзевич, дочери Якуб-аги Рудзевича, имел трех братьев и пять сестёр. Владения семьи Шостак-Рудзевич находились в Феодосийском уезде на даче Кильсе-Мечеть - 4800 десятин , в Евпаторийском - 2000 десятин, Перекопском - 1000 десятин, в Симферопольском уезде в Сарабузе фруктовый сад и мельница. 
Получил образование в Пажеском корпусе и по окончании курса поступил 2 сентября 1834 г. на службу прапорщиком в Лейб-гвардии Семёновский полк.
24 декабря 1844 года Шостак был откомандирован для особых поручений к Петербургскому военному генерал-губернатору, а 8 января 1846 г. произведён в подполковники и 3 сентября того же года назначен Тифлисским полицеймейстером. 4 января 1849 года произведён в полковники. 23 сентября 1853 года Шостак был переведён в Дагестанский пехотный полк и в этом и следующих годах участвовал в Крымской войне на границе с турецкими владениями, сражаясь во всех кампаниях. 22 февраля 1854 г. получил орден Св. Владимира 4-й степени с бантом, в 1855 г., после перевода П. Н. Броневского в штаб Кавказского корпуса, назначен командиром Дагестанского пехотного полка. 14 сентября того же года назначен командиром Белостокского пехотного полка. 15 августа 1856 года Шостак награждён золотой полусаблей с надписью «За храбрость», а 25 августа произведён в генерал-майоры.
По окончании войны получил знак отличия XX-летней беспорочной службы и 19 декабря 1859 г. был назначен президентом комиссии военного суда, учрежденного при Одесском ордонанс-гаузе. 26 октября 1861 года Шостак был назначен помощником начальника 14-й пехотной дивизии, Во время польского восстания Шостак находился с 24 июня по 4 июля 1863 года при Минском и Житомирском полках, расположенных во время восстания в Подольской и Волынской губерниях.
15 августа 1863 года получил назначение командующим 34-й пехотной дивизией. 30 августа 1863 года он был произведён в генерал-лейтенанты с утверждением в должности начальника дивизии. 28 августа 1871 года награждён орденом Св. Владимира 2-й степени, а 6 июня 1872 года назначен начальником 15-й пехотной дивизии.
Умер в Одессе 16 августа  1876 года.
Шостак был азартным карточным игроком, генерал Ольшевский писал про него в своих воспоминаниях: «Полковник Шостак, как алчный и жадный к деньгам, далеко не был спокойным игроком. Но как он никогда не понтировал, то игра кончалась хотя с большими для него внутренними волнениями и с пролитием не одной капли холодного пота, однако в его пользу, и он вставал из-за зелёного стола всегда победителем. Все искренно желали проиграться Шостаку, как негостеприимному и скупому».

## Награды
Отечественные:
- орден Св. Владимира 4 ст. с бантом (1854);
- золотая полусабля с надписью «За храбрость» (1856);
- знак отличия (за 20 лет) (1858);
- орден Св. Станислава 1 ст. (1865);
- орден Св. Анны 1 ст. (1867) с императорской короной (1869);
- орден Св. Владимира 2 ст. (1871);
- орден Белого орла (1872).

Иностранные:
- орден Льва и Солнца 2 ст. (Персия; 1858).